# Campeonato de España Femenino 1971-72
El Campeonato de España Femenino 1971-72 corresponde a la 12.ª edición de dicho torneo. Se celebró entre el 1 y el 2 de mayo de 1972 en el Pabellón Náutico de Tenerife de Santa Cruz de Tenerife. Esta temporada, por primera vez, se disputan en paralelo la Liga y el Campeonato de España (Copa). Esta última se denomina oficialmente I Campeonato de España Femenino, con lo cual no se considera inicialmente heredera del Campeonato disputado hasta 1963, aunque posteriormente sí se asimilarán ambos torneos.
Para esta temporada, el Campeonato se disputa una vez terminada la liga entre los clasificados 2.º a 4.º de la Liga y el campeón de Canarias, actuando de anfitrión. La competición se disputa por semifinales y final en Santa Cruz de Tenerife, y el campeón se clasifica para la Recopa 1972/73.

## Desarrollo
La vieja demanda desde varios sectores de la competición de recuperar este torneo y el interés mostrado por las autoridades municipales e insulares en Tenerife llevaron a organizar una competición en la que participaron los tres primeros clasificados de la Liga (Creff, Picadero, Tabaquero Coruña) y el anfitrión OM Tenerife.
Esta edición supone además el inicio de la continuidad para la Copa. A partir de la de Tenerife y hasta la actualidad, salvo el parón de dos años entre el 1975 al 1978, el torneo ha ido evolucionando y cambiando, pero siempre se ha disputado
Por último, y como apunte curioso, la de 1972 fue la primera final en la que los equipos anotaron más de 40 puntos. Hasta ese momento, en ninguna de las finales de las que tenemos resultado confirmado se había alcanzado esa cantidad en la anotación por parte de ninguno de los contendientes. En este caso lo lograron ambos. No cabe olvidar que habían pasado 9 años de evolución del baloncesto femenino en España entre la anterior edición y esta.

## Cuadro
|  | Semifinales      | Semifinales      | Semifinales  |              |                | Final            | Final            | Final        |  |
|  | 1 de mayo        | 1 de mayo        | 1 de mayo    |              |                | 2 de mayo        | 2 de mayo        | 2 de mayo    |  |
|  |                  |                  |              |              |                |                  |                  |              |  |
|  |                  |                  |              |              |                |                  |                  |              |  |
|  | Picadero J. C.   | Picadero J. C.   | 66           |              |                |                  |                  |              |  |
|  | Picadero J. C.   | Picadero J. C.   | 66           |              |                |                  |                  |              |  |
|  | OM Tenerife      | OM Tenerife      | 47           |              |                |                  |                  |              |  |
|  | OM Tenerife      | OM Tenerife      | 47           |              | Picadero J. C. | Picadero J. C.   | 44               |              |  |
|  |                  |                  |              |              | Picadero J. C. | Picadero J. C.   | 44               |              |  |
|  |                  |                  | CREFF Madrid | CREFF Madrid | 45             |                  |                  |              |  |
|  | Tabaquero Coruña | Tabaquero Coruña | CREFF Madrid | CREFF Madrid | 45             | 41               |                  |              |  |
|  | Tabaquero Coruña | Tabaquero Coruña |              |              |                | 41               |                  |              |  |
|  | CREFF Madrid     | CREFF Madrid     | 45           |              |                | Tercer lugar     | Tercer lugar     | Tercer lugar |  |
|  | CREFF Madrid     | CREFF Madrid     | 45           |              |                | Tercer lugar     | Tercer lugar     | Tercer lugar |  |
|  |                  |                  |              |              |                |                  |                  |              |  |
|  |                  |                  |              |              |                | OM Tenerife      | OM Tenerife      | 37           |  |
|  |                  |                  |              |              |                | OM Tenerife      | OM Tenerife      | 37           |  |
|  |                  |                  |              |              |                | Tabaquero Coruña | Tabaquero Coruña | 56           |  |
|  |                  |                  |              |              |                | Tabaquero Coruña | Tabaquero Coruña | 56           |  |
|  |                  |                  |              |              |                |                  |                  |              |  |

| Ganadoras del Campeonato de España Femenino 1971-72 |
| --------------------------------------------------- |
| CREFF Madrid 3º título                              |